# Фирн, Джон
Джон Фирн — офицер Британских ВМС, капитан и исследователь. Получил известность после того, как стал первым европейцем, открывшим остров Науру, на котором сейчас расположена Республика Науру.
В 1798 году Джон Фирн во время своего плавания от берегов Новой Зеландии в Южно-Китайское море стал первым европейцем, приблизившимся к острову Науру. Он назвал его Приятным островом (англ. Pleasant Island), так как был приятно поражён дружелюбием островитян, которые подплыли к британском судну на каноэ без какого-либо вооружения, а на телах науруанцев отсутствовали воинственные татуировки, как было принято у других народов Океании. Наблюдая с корабля берег, на котором столпилось большое количество островитян, Фирн пришёл к выводу, что остров густо населён. Однако высадиться на нём он так и не решился. После этого короткого визита Науру оставался в изоляции на протяжении нескольких десятилетий.
16 ноября 1798 года Фирн проплыл мимо острова Эниветок (Маршалловы Острова), нанеся его на карты.